# Scott Koziol
Scott Koziol född 6 februari 1972 var en tillfällig basist åt Linkin Park när Phoenix (Dave Farrell) var frånvarande. Han spelade bas till låten "One step closer" på albumet Hybrid Theory. I alla övriga låtar utom tre spelade bandets gitarrist Brad Delson bas. Scott är med i en musikvideo till låten One step closer. Linkin Park bytte ut Scott eftersom han hade problem med drogmissbruk. Hans sista konsert med bandet var den 31 oktober 2000.